# Muzeum Techniki Sanitarnej w Gliwicach
Muzeum Techniki Sanitarnej w Gliwicach – muzeum założone w 2005 roku w Gliwicach, w którym zgromadzono eksponaty dotyczące techniki sanitarnej.

## Informacje ogólne
Muzeum znajduje się w Gliwicach przy ul. Tomasza Edisona 16 w budynku przepompowni z początku XX wieku na terenie Centralnej Oczyszczalni Ścieków. Placówka ta została założona w 2005 roku, właścicielem jest Przedsiębiorstwo Wodociągów i Kanalizacji w Gliwicach. Znajdują się tam zabytkowe urządzenia techniki sanitarnej, takie jak: zastawki, pompy i kompresory. Od 19 października 2006 Muzeum Techniki Sanitarnej znajduje się na trasie Szlaku Zabytków Techniki Województwa Śląskiego oraz na terenie czynnej Centralnej Oczyszczalni Ścieków. Zwiedzanie obiektu możliwe po wcześniejszej rezerwacji.